# Dedre Gentner
Dedre Gentner (* 1945) ist eine US-amerikanische Psychologin und Kognitionswissenschaftlerin.
Gentner studierte ab 1962 Physik an der University of California, Berkeley, mit dem Bachelor-Abschluss (B.A.) 1967 und wurde 1974 an der University of California, Davis, bei Don Norman in Psychologie promoviert. Ihre Dissertation war über Besitz-Verben. Damals arbeitete sie auch mit  David Rumelhart zusammen. 1968 bis 1970 war sie Schullehrerin in Achimota in Ghana. 1974 bis 1977 war sie Assistant Professor an der University of Washington und 1977 bis 1982 bei Bolt, Beranek and Newman. 1984 wurde sie Associate Professor und 1989 Professor für Psychologie an der University of Illinois at Urbana-Champaign. 1990 wechselte sie als Professorin an die Northwestern University, ab 2007 als Alice Gabriel Twight Professor.  Sie leitete dort auch das Programm in Kognitionswissenschaften. Seit 2007 ist sie Ko-Direktor des Spatial Intelligence and Learning Center der Universität.
Sie ist bekannt für ihre Erforschung von Analogien im Denken. Dafür entwickelte sie ihre Structure Mapping Theorie, die sich auch experimentell testete. Danach bestehen Analogien aus der Identifizierung von strukturellen Beziehungen zwischen einem Basis-Gebiet und einem Ziel-Gebiet, wobei die Objekte darin keine Ähnlichkeit haben müssen. Sie formalisierte das algorithmisch in der Structure Mapping Engine (SME) mit Ken Forbus. Sie leistete auch wichtige Beiträge im Bereich Sprache und Denken, Verben, mentalen Modellen, Sprachlernen bei Kindern.
Gentner befasste sich auch mit der Rolle von Analogien und Metaphern in der Wissenschaftsgeschichte.
Sie ist Fellow  der American Psychological Society, der American Association for the Advancement of Science (2010) und der American Academy of Arts and Sciences (2004) sowie Mitglied der National Academy of Sciences (2021). 2016 erhielt sie den David-E.-Rumelhart-Preis. 1993/94 war sie Präsidentin der Cognitive Science Society, deren Fellow sie ist (2003). 2012 erhielt sie einen Humboldt-Forschungspreis (mit dem sie mit Ken Forbus am Hanse-Wissenschaftskolleg und in Bremen war). 2006 bis 2012 war sie im Beratungsgremium des MPI für Psycholinguistik. 2001 bis 2006 war sie Associate Editor von Cognitive Science.

## Schriften (Auswahl)
- mit Albert L. Stevens (Hrsg.): Mental Models, Hillsdale: Erlbaum 1983
  - darin mit D. R. Gentner: Flowing waters or teeming crowds: Mental models of electricity, S. 99–129
- mit Keith J. Holyoak, Boicho N. Kokinov (Hrsg.): The analogical mind. Perspectives from cognitive science, MIT Press 2001
- mit Susan Goldin-Meadow (Hrsg.): Language in mind: Advances in the study of language and thought, MIT Press 2003

Aufsätze:
- Some interesting differences between nouns and verbs,  Cognition and brain theory, Band 4, 1981, S. 161–178.
- Structure-mapping: A theoretical framework for analogy. Cognitive Science, Band 7, 1983, S. 155–170.
- mit J. Grudin:  The evolution of mental metaphors in psychology: A 90-year retrospective. American Psychologist, Band 40, 1985, S. 181–192.
- mit B. Falkenhainer, K. D. Forbus: The structure-mapping engine: Algorithm and examples. Artificial Intelligence, Band 41, 1989, S. 1–63.
- mit R. L.  Goldstone: Respects for similarity. Psychological review, Band 100, 1993, S. 254.
- mit A. B. Markman: Structural alignment during similarity comparisons. Cognitive psychology, Band 25,  1993, S. 431–467.
- mit K. D. Forbus, K. Law:  MAC/FAC: A model of similarity-based retrieval. Cognitive Science, Band 19, 1995, S. 141–205.
- mit A. B. Markman: Structure mapping in analogy and similarity. American Psychologist, Band 52, 1997, S. 45–56.
- mit B. Bowdle:  The career of metaphor. Psychological Review, Band 112, 2005, S. 193–216.
- mit J. Loewenstein:  Relational language and the development of relational mapping, Cognitive psychology, Band 50, 2005, S. 315–353.
- Bootstrapping the mind: Analogical processes and symbol systems. Cognitive Science, Band 34, 2010, S. 752–775.
- mit K. D. Forbus:  Computational models of analogy,  Wiley Interdisciplinary Reviews: Cognitive Science, Band 2, 2011, S. 266–276.